# Diplusodon subsericeus
Diplusodon subsericeus är en fackelblomsväxtart som beskrevs av Giovanni Casaretto och Emil Bernhard Koehne. Diplusodon subsericeus ingår i släktet Diplusodon och familjen fackelblomsväxter. Inga underarter finns listade i Catalogue of Life.